# 2003-as NFL-szezon
A National Football League 2003-as szezonja a 84. szezon volt a professzionális amerikaifutball-ligában, az Egyesült Államokban. Az alapszakasz 2003. szeptember 4-én kezdődött. A szezont a Super Bowl XXXVIII zárta, amelyet a New England Patriots nyert meg.

## Menetrend
Az NFL alapszakasz lebonyolítása 2003-ban:
- Mindenki kétszer játszott a saját csoportjában lévőkkel, egyszer otthon, egyszer idegenben. (6 mérkőzés)
- A saját konferenciájában, de más csoportban lévő 4 csapattal játszott minden csapat, kettőt otthon, kettőt idegenben (4 mérkőzés). 2003-ban a csoportok párosítása:

AFC East – AFC South
AFC North – AFC West
NFC East – NFC South
NFC North – NFC West
- A másik konferenciából is egy csoportban lévő 4 csapattal játszott minden csapat (4 mérkőzés). 2003-ban a csoportok párosítása:

AFC East – NFC East
AFC North – NFC West
AFC South – NFC South
AFC West – NFC North
- Minden csapat két meccset játszott a saját konferenciájában lévő csapatokkal az előző évi eredmények alapján. Eszerint a csoportelsők azzal a két csoportelsővel játszottak, amelyekkel amúgy nem játszottak volna (amelyek nem felelnek meg az első két pontnak). A csoportmásodikok, -harmadikok, illetve -negyedikek párosítása is ugyanilyen volt. (2 mérkőzés)

## Alapszakasz
| A rájátszásba jutottak (A kiemelések száma zárójelben) |

| AFC East                  |    |    |   |       |     |     |
| Csapat                    | Gy | V  | D | %     | P+  | P–  |
| New England Patriots (1)  | 14 | 2  | 0 | 87,5% | 348 | 238 |
| Miami Dolphins            | 10 | 6  | 0 | 62,5% | 311 | 261 |
| Buffalo Bills[c]          | 6  | 10 | 0 | 37,5% | 243 | 279 |
| New York Jets             | 6  | 10 | 0 | 37,5% | 283 | 299 |
| AFC North                 |    |    |   |       |     |     |
| Csapat                    | Gy | V  | D | %     | P+  | P–  |
| Baltimore Ravens (4)      | 10 | 6  | 0 | 62,5% | 391 | 281 |
| Cincinnati Bengals        | 8  | 8  | 0 | 50,0% | 346 | 384 |
| Pittsburgh Steelers       | 6  | 10 | 0 | 37,5% | 300 | 327 |
| Cleveland Browns          | 5  | 11 | 0 | 31,3% | 254 | 322 |
| AFC South                 |    |    |   |       |     |     |
| Csapat                    | Gy | V  | D | %     | P+  | P–  |
| Indianapolis Colts (3)[a] | 12 | 4  | 0 | 75,0% | 447 | 336 |
| Tennessee Titans (5)      | 12 | 4  | 0 | 75,0% | 435 | 324 |
| Jacksonville Jaguars[d]   | 5  | 11 | 0 | 31,3% | 276 | 331 |
| Houston Texans            | 5  | 11 | 0 | 31,3% | 255 | 380 |
| AFC West                  |    |    |   |       |     |     |
| Csapat                    | Gy | V  | D | %     | P+  | P–  |
| Kansas City Chiefs (2)    | 13 | 3  | 0 | 81,3% | 484 | 332 |
| Denver Broncos (6)[b]     | 10 | 6  | 0 | 62,5% | 381 | 301 |
| Oakland Raiders[e]        | 4  | 12 | 0 | 25,0% | 270 | 379 |
| San Diego Chargers        | 4  | 12 | 0 | 25,0% | 313 | 441 |

| NFC East                   |    |    |   |       |     |     |
| Csapat                     | Gy | V  | D | %     | P+  | P–  |
| Philadelphia Eagles (1)[f] | 12 | 4  | 0 | 75,0% | 374 | 287 |
| Dallas Cowboys (6)         | 10 | 6  | 0 | 62,5% | 289 | 260 |
| Washington Redskins        | 5  | 11 | 0 | 31,3% | 287 | 372 |
| New York Giants            | 4  | 12 | 0 | 25,0% | 243 | 387 |
| NFC North                  |    |    |   |       |     |     |
| Csapat                     | Gy | V  | D | %     | P+  | P–  |
| Green Bay Packers (4)      | 10 | 6  | 0 | 62,5% | 442 | 307 |
| Minnesota Vikings          | 9  | 7  | 0 | 56,3% | 416 | 353 |
| Chicago Bears              | 7  | 9  | 0 | 43,8% | 283 | 346 |
| Detroit Lions              | 5  | 11 | 0 | 31,3% | 270 | 379 |
| NFC South                  |    |    |   |       |     |     |
| Csapat                     | Gy | V  | D | %     | P+  | P–  |
| Carolina Panthers (3)      | 11 | 5  | 0 | 68,8% | 325 | 304 |
| New Orleans Saints         | 8  | 8  | 0 | 50,0% | 340 | 326 |
| Tampa Bay Buccaneers       | 7  | 9  | 0 | 43,8% | 301 | 264 |
| Atlanta Falcons            | 5  | 11 | 0 | 31,3% | 299 | 422 |
| NFC West                   |    |    |   |       |     |     |
| Csapat                     | Gy | V  | D | %     | P+  | P–  |
| St. Louis Rams (2)         | 12 | 4  | 0 | 75,0% | 447 | 328 |
| Seattle Seahawks (5)[g]    | 10 | 6  | 0 | 62,5% | 404 | 327 |
| San Francisco 49ers        | 7  | 9  | 0 | 43,8% | 384 | 337 |
| Arizona Cardinals          | 4  | 12 | 0 | 25,0% | 225 | 452 |

Döntetlenre végzők
- ↑ a: Az Indianapolis a Tennessee előtt végzett az AFC South divízióban a jobb egymás elleni eredmény miatt.
- ↑ b: A Denver szerezte meg az AFC 6. helyét a Miami előtt, a jobb konferencia eredménye miatt (9–3; Miami: 7–5).
- ↑ c: A Buffalo a N.Y. Jets előtt végzett az AFC East divízióban, a jobb divízió eredménye miatt (2–4; N.Y. Jets: 1–5).
- ↑ d: A Jacksonville a Houston előtt végzett az AFC South divízióban, a jobb divízió eredménye miatt (2–4; Houston: 1–5).
- ↑ e: Az Oakland a San Diego előtt végzett az AFC West divízióban, a jobb konferencia eredménye miatt (3–9; San Diego: 2–10).
- ↑ f: A Philadelphia szerezte meg az NFC 1. helyét a St. Louis előtt, a jobb konferencia eredménye miatt (9–3; St. Louis: 8–4).
- ↑ g: A Seattle szerezte meg az NFC 5. helyét a Dallas előtt a legyőzött ellenfelek erősségének mutatója miatt.

## Rájátszás
| Rájátszás kiemeltek |                                     |                                    |
| Kiemelés            | AFC                                 | NFC                                |
| 1                   | New England Patriots (East győztes) | Philadelphia Eagles (East győztes) |
| 2                   | Kansas City Chiefs (West győztes)   | St. Louis Rams (West győztes)      |
| 3                   | Indianapolis Colts (South győztes)  | Carolina Panthers (South győztes)  |
| 4                   | Baltimore Ravens (North győztes)    | Green Bay Packers (North győztes)  |
| 5                   | Tennessee Titans                    | Seattle Seahawks                   |
| 6                   | Denver Broncos                      | Dallas Cowboys                     |

|  |                                     |                                     |                                     |                                      |                                      |                                      |                                |                                |   |              |                                      |                                      |                                      |  |  |                              |                              |                              |
|  | Január 3. – Bank of America Stadion | Január 3. – Bank of America Stadion | Január 3. – Bank of America Stadion |                                      |                                      | Január 10. – Edward Jones Dome       | Január 10. – Edward Jones Dome | Január 10. – Edward Jones Dome |   |              |                                      |                                      |                                      |  |  |                              |                              |                              |
|  | Január 3. – Bank of America Stadion | Január 3. – Bank of America Stadion | Január 3. – Bank of America Stadion |                                      |                                      | Január 10. – Edward Jones Dome       | Január 10. – Edward Jones Dome | Január 10. – Edward Jones Dome |   |              |                                      |                                      |                                      |  |  |                              |                              |                              |
|  | 6                                   | Dallas                              | 10                                  |                                      |                                      | 3                                    | Carolina                       | 29**                           |   |              |                                      |                                      |                                      |  |  |                              |                              |                              |
|  | 3                                   | Carolina                            | 29                                  |                                      |                                      | 2                                    | St. Louis                      | 23                             |   |              | Január 18. – Lincoln Financial Field | Január 18. – Lincoln Financial Field | Január 18. – Lincoln Financial Field |  |  |                              |                              |                              |
|  |                                     |                                     |                                     | NFC                                  |                                      |                                      |                                |                                |   |              | Január 18. – Lincoln Financial Field | Január 18. – Lincoln Financial Field | Január 18. – Lincoln Financial Field |  |  |                              |                              |                              |
|  |                                     |                                     |                                     |                                      |                                      |                                      |                                |                                | 3 | Carolina     | 14                                   |                                      |                                      |  |  |                              |                              |                              |
|  | Január 4. – Lambeau Field           | Január 4. – Lambeau Field           | Január 4. – Lambeau Field           | Január 11. – Lincoln Financial Field | Január 11. – Lincoln Financial Field | Január 11. – Lincoln Financial Field |                                |                                | 1 | Philadelphia | 3                                    |                                      |                                      |  |  |                              |                              |                              |
|  | Január 4. – Lambeau Field           | Január 4. – Lambeau Field           | Január 4. – Lambeau Field           | Január 11. – Lincoln Financial Field | Január 11. – Lincoln Financial Field | Január 11. – Lincoln Financial Field | NFC főcsoportdöntő             |                                |   |              |                                      |                                      |                                      |  |  |                              |                              |                              |
|  | 5                                   | Seattle                             | 27                                  | 4                                    | Green Bay                            | 17                                   |                                |                                |   |              |                                      |                                      |                                      |  |  |                              |                              |                              |
|  | 4                                   | Green Bay                           | 33*                                 |                                      |                                      | 1                                    | Philadelphia                   | 20*                            |   |              |                                      |                                      |                                      |  |  | Február 1. – Reliant Stadion | Február 1. – Reliant Stadion | Február 1. – Reliant Stadion |
|  | Wild card-forduló                   | Wild card-forduló                   | Wild card-forduló                   |                                      |                                      | Főcsoport-elődöntő                   | Főcsoport-elődöntő             | Főcsoport-elődöntő             |   |              |                                      |                                      |                                      |  |  | Február 1. – Reliant Stadion | Február 1. – Reliant Stadion | Február 1. – Reliant Stadion |
|  |                                     |                                     |                                     |                                      |                                      |                                      |                                |                                |   |              |                                      |                                      |                                      |  |  | N3                           | Carolina                     | 29                           |
|  | Január 4. – RCA Dome                | Január 4. – RCA Dome                | Január 4. – RCA Dome                |                                      |                                      | Január 11. – Arrowhead Stadion       | Január 11. – Arrowhead Stadion | Január 11. – Arrowhead Stadion |   |              |                                      |                                      |                                      |  |  | A1                           | New England                  | 32                           |
|  | Január 4. – RCA Dome                | Január 4. – RCA Dome                | Január 4. – RCA Dome                | Super Bowl XXXVIII                   |                                      | Január 11. – Arrowhead Stadion       | Január 11. – Arrowhead Stadion | Január 11. – Arrowhead Stadion |   |              |                                      |                                      |                                      |  |  |                              |                              |                              |
|  | 6                                   | Denver                              | 10                                  |                                      |                                      | 3                                    | Indianapolis                   | 38                             |   |              |                                      |                                      |                                      |  |  |                              |                              |                              |
|  | 3                                   | Indianapolis                        | 41                                  |                                      |                                      | 2                                    | Kansas City                    | 31                             |   |              | Január 18. – Gillette Stadion        | Január 18. – Gillette Stadion        | Január 18. – Gillette Stadion        |  |  |                              |                              |                              |
|  |                                     |                                     |                                     | AFC                                  |                                      |                                      |                                |                                |   |              | Január 18. – Gillette Stadion        | Január 18. – Gillette Stadion        | Január 18. – Gillette Stadion        |  |  |                              |                              |                              |
|  |                                     |                                     |                                     |                                      |                                      |                                      |                                |                                | 3 | Indianapolis | 14                                   |                                      |                                      |  |  |                              |                              |                              |
|  | Január 3. – M&T Bank Stadion        | Január 3. – M&T Bank Stadion        | Január 3. – M&T Bank Stadion        | Január 10. – Gillette Stadion        | Január 10. – Gillette Stadion        | Január 10. – Gillette Stadion        |                                |                                | 1 | New England  | 24                                   |                                      |                                      |  |  |                              |                              |                              |
|  | Január 3. – M&T Bank Stadion        | Január 3. – M&T Bank Stadion        | Január 3. – M&T Bank Stadion        | Január 10. – Gillette Stadion        | Január 10. – Gillette Stadion        | Január 10. – Gillette Stadion        | AFC főcsoportdöntő             |                                |   |              |                                      |                                      |                                      |  |  |                              |                              |                              |
|  | 5                                   | Tennessee                           | 20                                  | 5                                    | Tennessee                            | 14                                   |                                |                                |   |              |                                      |                                      |                                      |  |  |                              |                              |                              |
|  | 4                                   | Baltimore                           | 17                                  |                                      |                                      | 1                                    | New England                    | 17                             |   |              |                                      |                                      |                                      |  |  |                              |                              |                              |

 * hosszabbítás után
 ** kétszeri hosszabbítás után